# Одреси
Одреси (фр. Haudrecy) је насеље и општина у североисточној Француској у региону Шампањ-Арден, у департману Ардени која припада префектури Шарлвил Мезјер.
По подацима из 2011. године у општини је живело 290 становника, а густина насељености је износила 86,31 становника/km². Општина се простире на површини од 3,36 km². Налази се на средњој надморској висини од 155 метара.

## Демографија
| 1962. | 1968. | 1975. | 1982. | 1990. | 1999. | 2011. |
| ----- | ----- | ----- | ----- | ----- | ----- | ----- |
| 113   | 118   | 143   | 170   | 196   | 266   | 290   |

График промене броја становника у току последњих година